# 伏見通り

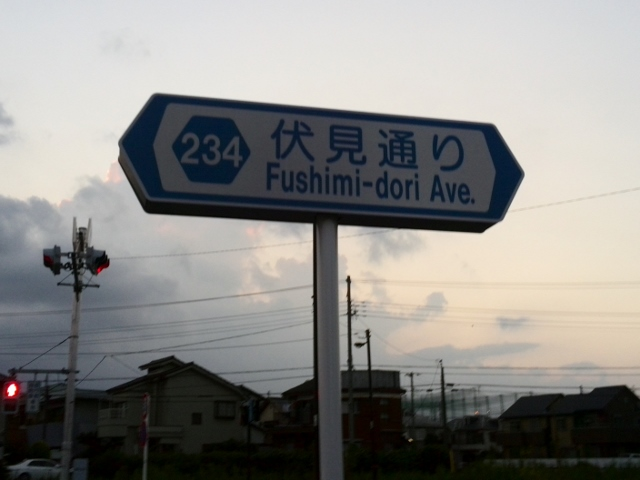
西東京北町六丁目交差点付近（2016年2月）

伏見通り（ふしみどおり）は、東京都西東京市の東部を南北に縦貫する道路の東京都通称道路名であり、またその延長上の武蔵野市道第114号線につけられた道路通称名でもある。いずれも多摩南北道路に位置づけられている都市計画道路調布保谷線の一部である。南端から三鷹・調布方面へは新武蔵境通りに名称が変わる。

## 歴史
多摩南北道路に位置づけられている都市計画道路調布保谷線として南側（終点側）より順次整備され、2013年4月21日に西東京市役所保谷庁舎前まで、2015年3月19日に下保谷二丁目交差点まで開通、2015年8月2日に全線開通した。一部に暫定2車線区間があったが、2021年5月17日に全線4車線で交通開放された。伏見通りという名は、もともと東伏見交差点から関前橋交差点までの約400mの通りにある商店会が付けた愛称だった。これが保谷市の愛称道路となり、都市計画道路の整備に合わせて2014年に東京都通称道路名として制定された。

## 起点・終点
東京都通称道路名
- 起点：名称なし交差点（西東京市北町3丁目、東京都道・埼玉県道24号練馬所沢線交点）
- 終点：関前橋交差点（武蔵野市八幡町2丁目、東京都道7号杉並あきる野線（本線）交点）

## 構成路線
東京都通称道路名
- 東京都道234号前沢保谷線（支線）
名称無し交差点（起点）～保谷庁舎前
- 東京都道233号東大泉田無線（支線）
保谷庁舎前～東伏見
- 東京都道7号杉並あきる野線（支線）
東伏見～関前橋（終点）

武蔵野市道路通称名
- 武蔵野市道第114号線
関前橋～関前三丁目

## 都市計画
東京都通称道路名としての伏見通りは、多摩南北道路に位置づけられている調布保谷線の西東京市区間である西東京3・2・6号調布保谷線と一致している（ただし起終点は逆）。いっぽう武蔵野市道路通称名としては同じく武蔵野市区間である武蔵野3・3・6号調布保谷線の市道区間に対応しており、さらに都道区間の新武蔵境通りに接続している。
起点が都県境となっているが、起点から国道254号榎木ガード交差点付近まで新座市内を縦貫し、実質的に当道路を延伸する計画がある。一部区間は埼玉県施行により事業化されている。

## 通過する自治体
- 東京都
  - 西東京市
  - 武蔵野市（終点が市境）

## 交差・接続している道路
- 東京都道・埼玉県道24号練馬所沢線（本線） - 名称無し交差点
- 東京都道・埼玉県道24号練馬所沢線（支線） - 西東京北町六丁目
- 東京都道・埼玉県道25号飯田橋石神井新座線 - 下保谷二丁目
- 東京都道233号東大泉田無線（本線:保谷新道） - 保谷庁舎前
- 東京都道245号杉並田無線（新青梅街道） - 名称無し交差点
- 東京都道8号千代田練馬田無線（富士街道） - 名称無し交差点 ※側道経由
- 東京都道・埼玉県道4号東京所沢線・東京都道5号新宿青梅線（青梅街道） - 東伏見
- 東京都道7号杉並あきる野線（支線） - 関前橋
- 東京都道7号杉並あきる野線（本線:五日市街道）、東京都道7号杉並あきる野線（支線:新武蔵境通り） - 関前三丁目

## 沿線の主な施設

### 西東京市
- 西東京市立保谷第一小学校
- 西東京市役所保谷庁舎
- 西東京市立保谷中学校
- 東伏見公園
- 東伏見稲荷神社
- 西東京市立東伏見小学校

### 武蔵野市
- 東京都立武蔵野北高等学校
- 武蔵野中央公園

## その他
- 沿線東伏見5丁目には、道路と同じ名称の「伏見通りバス停」がある。
- 道路幅員は25〜36mで、このうち車道部幅員は基本的に16mで4車線道路としては標準的であり、主要な道路との交差点には右折レーンが設置されている。しかし、生活道路との交差点部には右折レーンを設置しておらず、広めの第2通行帯（右折自体は可能）として整備されているため、当該交差点での右折待ち車両がある際は有効車線数が片側1車線となってしまい、しばしば渋滞が発生している。